# فيليكس دوبويس
فيليكس دوبويس (بالفرنسية: Félix Dubois)‏ هو صحفي فرنسي، ولد في 16 سبتمبر 1862 في درسدن في ألمانيا، وتوفي في 1 يونيو 1945 في باريس في فرنسا.